# Janna Striebeck
Janna Striebeck (* 5. März 1971 in Hamburg) ist eine deutsche Schauspielerin und Hörspielsprecherin.

## Leben und Karriere
Janna Striebeck ist die jüngste Tochter des Schauspielers Peter Striebeck. Ihre ältere Schwester Catrin Striebeck ist ebenfalls Schauspielerin. Ihre Schauspielausbildung absolvierte sie von 1988 bis 1990 am Lee Strasberg Theatre and Film Institute in New York City und nahm dort erste Engagements am Off-Off-Broadway an. Es folgten Engagements am Stadttheater Bern, am Stadttheater Lübeck, in Hamburg (Kammerspiele, Theater im Zimmer, und Schauspielhaus Hamburg) und bei den Burgfestspielen in Jagsthausen.
Striebecks Karriere bei Film und Fernsehen begann 1991. In Filmen wie Tatort: Amoklauf und Liana machte sie auf sich aufmerksam. Es folgen Rollen in bekannten Fernsehserien wie Siska, Einsatz in Hamburg, Notruf Hafenkante, Großstadtrevier oder Der Bergdoktor sowie in Filmen wie Charlys Tante (1997), Gott ist tot (2001), Vom Ende der Eiszeit (2006) oder Was, wenn der Tod uns scheidet? (2008). Neben der Schauspielerei spricht sie für Hörspielproduktionen.
Striebeck hat mit dem Schauspielkollegen Stephan Kampwirth einen Sohn.

## Filmografie (Auswahl)
- 1992: Der demokratische Terrorist
- 1992: Unsere Hagenbecks – Die Schlagzeile
- 1993: Tatort: Amoklauf
- 1994: Schwarz greift ein – Nachwuchssorgen
- 1997: Charlys Tante
- 2000: Ein unmöglicher Mann
- 2000: Sinan Toprak ist der Unbestechliche
- 2001: Gott ist tot
- 2005: Einsatz in Hamburg – Superzahl: Mord
- 2005: Adelheid und ihre Mörder – Jackpot à la carte
- 2006: Vom Ende der Eiszeit
- 2006: Im Namen des Gesetzes – Bremsversagen
- 2006: Siska – Schwer wie die Schuld
- 2008: Freiwild. Ein Würzburg-Krimi
- 2008: Was wenn der Tod uns scheidet?
- 2008: Großstadtrevier – Drei Tage
- 2009: Zeiten ändern Dich
- 2009: Notruf Hafenkante – Muttergefühle
- 2009: Kommissar Stolberg – Das Mädchen und sein Mörder
- 2009: Über den Tod hinaus
- 2010: Küstenwache – Ruf aus der Vergangenheit
- 2010: Der Alte – Die Toten tun dir nichts
- 2011: Die Bergretter – Goldrausch
- 2011, 2018: SOKO Köln – Bauernopfer, Schutzlos
- 2011: Das Duo – Der tote Mann und das Meer
- 2012: Der Bergdoktor – Lügen und Wahrheiten
- 2014: Die Chefin – Todesurteil
- 2014: Die Kirche bleibt im Dorf (Fernsehserie, 3 Folgen)
- 2015: Die Dienstagsfrauen – Zwischen Kraut und Rüben
- 2015: Alarm für Cobra 11 – Die Autobahnpolizei – Duell in der Wildnis
- 2016: Notruf Hafenkante – Elbnixe
- 2016: Apropos Glück
- 2016: Herzensbrecher – Vater von vier Söhnen – Mut zur Zukunft
- 2018: Unter anderen Umständen – Das Geheimnis der Schwestern (Fernsehserie)
- 2020: SOKO Wismar – Bleiverglasung
- 2020: Die Kanzlei – Wieder vereint
- 2020: Der letzte Wille (Fernsehserie)
- 2020: Helene, die wahre Braut (Märchenfilm)
- 2022: Die Luft zum Atmen
- 2024: 60 Minuten
- 2024: Jenseits der Spree mehrteilige Rolle als Tanja Heffler